# Veronica turbicola
Veronica turbicola är en grobladsväxtart som beskrevs av S. Rivas-martínez, A. Asensi, J. Molero Mesa och F. Valle. Veronica turbicola ingår i släktet veronikor, och familjen grobladsväxter. Inga underarter finns listade i Catalogue of Life.